# Trapezites genevieveae
The Ornate Orchre Skipper (Trapezites genevieveae) là một loài bướm ngày thuộc họ Bướm nhảy. Nó được tìm thấy dọc theo bờ biển của New South Wales và Queensland.
Ấu trùng ăn Lomandra spicata.